# Municipio de Coon Island
El municipio de Coon Island (en inglés: Coon Island Township) es un municipio ubicado en el condado de Butler en el estado estadounidense de Misuri. En el año 2010 tenía una población de 187 habitantes y una densidad poblacional de 1,89 personas por km².

## Geografía
El municipio de Coon Island se encuentra ubicado en las coordenadas 36°32′59″N 90°25′4″O / 36.54972, -90.41778. Según la Oficina del Censo de los Estados Unidos, el municipio tiene una superficie total de 98.88 km², de la cual 98,16 km² corresponden a tierra firme y (0,73 %) 0,72 km² es agua.

## Demografía
Según el censo de 2010, había 187 personas residiendo en el municipio de Coon Island. La densidad de población era de 1,89 hab./km². De los 187 habitantes, el municipio de Coon Island estaba compuesto por el 97,33 % blancos, el 0,53 % eran afroamericanos, el 1,07 % eran amerindios y el 1,07 % eran de una mezcla de razas. Del total de la población el 1,07 % eran hispanos o latinos de cualquier raza.